# Eleição papal de 1277

Brasão papal de Sua Santidade o Papa Nicolau III

A eleição papal de 1277 foi a reunião de eleição papal realizada após a morte do Papa João XXI. Durou de 30 de maio a 25 de novembro de 1277 e resultou na eleição do cardeal Giovanni Gaetano Orsini como Papa Nicolau III. Foi a menor eleição papal desde que se estendeu o sufrágio aos cardeais presbíteros e diáconos, com somente 7 eleitores (depois da morte de três papas que não criaram novos cardeais).
Como João XXI tinha revogado a Ubi periculum, a constituição apostólica do Papa Gregório X que estabelecia o conclave papal, com sua própria bula Licet felicis recordationis, os cardeais eleitores foram capazes de realizarem a eleição no que seria uma das eleições papais sem recorrer ao conclave daquele período.

## Cardeais eleitores
Seis cardeais eleitores se dividiram em partes iguais entre três partidários de Carlos de Anjou e três cardeais de proeminentes famílias romanas, que se opunham aos interesses de Carlos na Itália. Adicionalmente, havia um cardeal neutro.

### Cardeais presentes
| Criado por              | Cardeais | Por Cento |
| ----------------------- | -------- | --------- |
| Papa Inocêncio IV (IIV) | 01       | 14,29 %   |
| Papa Urbano IV (UIV)    | 06       | 85,71 %   |
| Papa Gregório X (GX)    | 01       | 14,29 %   |
| Total                   | 8        | 100 %     |

1. Bertrand de Saint-Martin, deão do Sacro Colégio (GX)
2. Anchier Pantaléon de Troyes  (UIV)
3. Guillaume de Bray (UIV)
4. Giovanni Gaetano Orsini, O.S.B. (eleito com o nome Nicolau III) (IIV)
5. Giacomo Savelli, protodiácono (futuro Papa Honório IV) (UIV)
6. Goffredo de Alatri (UIV)
7. Matteo Orsini Rosso (UIV)

### Cardeal ausente
- Simon de Brion (futuro Papa Martinho IV) (UIV)

Cardeal de Brion estava na França, onde era legado papal.

## Eleição
Inicialmente, os cardeais se reuniam uma vez ao dia para a votação e regressavam logo às suas celas depois dos escrutínios. Durante dois meses, a votação se desenvolveu sem incidentes apesar dos partidos opositores entre pró-franceses e cardeais pró-romanos.
Depois de seis meses, os magistrados de Viterbo, impacientes, fecharam os cardeais em um alojamento. Depois desse período, os cardeais finalmente elegeram a um dos mais altos membros do Colégio, Giovanni Gaetano Orsini, como o Papa Nicolau III. Desde o final da eleição até o primeiro consistório de Nicolau III, em 12 de março de 1278, o número de cardeais vivos era 8, o mais baixo na história da Igreja Católica Romana. Uma vez eleito, Nicolau III trasladou o papado para Roma.